# Parlamentswahl in der Mongolei 2012
Die Parlamentswahl in der Mongolei 2012 fand am 28. Juni statt. Gewählt wurden alle 76 Abgeordneten des Großen Staats-Churals der Mongolei. Die Wahlbeteiligung lag bei rund 65 Prozent.

## Ergebnis
Die Mongolische Revolutionäre Volkspartei (MPVP), die über Jahrzehnte maßgeblich die Politik des Landes bestimmt hatte, trat unter ihrem neuen Namen Mongolische Volkspartei (MVP) an und verlor 20 von 46 Sitzen gegenüber der Wahl 2008. 2010 war eine neue Mongolische Revolutionäre Volkspartei (MPRP) entstanden, die ein Wahlbündnis mit der Mongolischen Nationaldemokratischen Partei (MNDP) einging, das sich später Koalition der Gerechtigkeit nannte. Die Wahl brachte einen Sieg der Demokratischen Partei (DP).
| Listen                                      | Stimmen   | %    | Mandate |
| ------------------------------------------- | --------- | ---- | ------- |
| Demokratische Partei                        | 399.194   | 33,3 | 34      |
| Mongolische Volkspartei (MVP)               | 353.839   | 29,5 | 26      |
| Koalition der Gerechtigkeit (MPRP and MNDP) | 252.077   | 21,0 | 11      |
| Grüne Partei des Bürgerwillens              | 62.310    | 5,2  | 2       |
| Sonstige                                    | 67.994    | 5,7  | –       |
| unabhängige                                 | 62.672    | 5,2  | 3       |
| Gesamt                                      | 1.198.086 | 100  | 76      |
|                                             |           |      |         |
| Wahlberechtigte                             | 1.833.478 |      |         |